# Малака
Вижте пояснителната страница за други значения на Малака.
Малака (или Малайски полуостров) (на тайски: แหลมมลายู, на малайски: Tanah Melayu, на бирмански: မလေး ကျွန်းဆွယ်, също Малайски полуостров (на тайски: คาบสมุทรมลายู, на малайски: Semenanjung Tanah Melayu)) е голям полуостров в Югоизточна Азия, южно продължение на полуостров Индокитай. Площ 239 451 km². На север чрез провлака Кра се свързва с полуостров Индокитай. Източните му брегове се мият от водите Сиамският залив на Южнокитайско море, а западните – от Андаманско море. На югозапад Малакския проток го отделя от остров Суматра. Дължина от север на юг около 1300 km. В някои източници към полуостров Малака се причисляват и териториите на север от провлака Кра до паралела (13°30′ с.ш.), преминаващ през северния край на Сиамския залив, като по този начин дължината му се увеличава до 1450 km. На територията на полуострова са разположени части от териториите на 3 държави – Малайзия (40% от територията), Тайланд (20%) и Мианмар (4%, ако е валидно второто твърдение). Сингапур се намира на едноименния остров и на още няколко по-малки острови на юг от него.

## Природа
Осовата зона на полуостров Малака е заета от ниски и средно високи планини с максимална височина връх Тахан – 2190 m в Малайзия и са разчленени на отделни масиви със заоблени куполообразни върхове и стръмни склонове. В периферните райони са разположени хълмисти равнини и низини, които често са заблатени.
Територията на полуострова се отнася към Бирмано-Малайската зона от нагънати съоръжения на полуостров Индокитай. Тя е изградена от смачкани и нагънати геосинклинални пластове със субмеридионално простиране. Те са изградени от къснодокамбрийски и камбрийски теригенни материали, ордовишки и силурски (серия Сетул) карбонатно-теригенни и среднокарбонски и пермски (серия Рауб) теригенно-карбонатни вулканити. Орогенните образувания са представени от триаски теригенни наслаги (серия Липис) с хоризонти от кисели вулканити и юрски и долнокредни конгломерати. По-късно кайнозойските наслаги са запълнили създадените падини. Широко разпространени са мезозойските гранити, с които са свързани многочислените находища на калай и волфрам, съставляващи главното богатство в недрата на полуострова. Разработват се още находища на злато, мед, желязо, молибден, олово, цинк, боксити, въглища.
Климатът на юг е екваториален, а на север – субекваториален, мусонен. Годишната сума на валежите в равнините е 1000 – 2000 mm, а в планините – до 4000 mm. Температурата на въздуха в равнините целогодишно е 25 – 27°С. Около 3/4 от територията на полуостров Малака е покрита с гъсти, влажни, вечнозелени гори с фикуси, диптерокарпови, индийски банян, камфорово дърво, гигантски бамбук, ипифити. по крайбрежието са срещат и мангрови гори. Голяма част от тях обаче са изсечени за освобождаване на места за селскостопански земи, пътища и др. За опазването им са създадени много национални паркове и резервати, които пазят ценни представители на флората и фауната, като най-известни са тигри, леопарди, слонове, носорози, гибони, лемури, малайски тапир.

## Административно значение
На Малайския полуостров се намират едни от най-големите финансови и административни центрове – Сингапур и столицата на Малайзия Куала Лампур. Тук живее и над 80% от населението на Малайзия. През полуострова са прокарани важни пътища, най-известен е железният път за влака „Ориент Експрес“, който тръгва от Сингапур и стига до Банкок.